# Marsum (Frise)
Marsum (en néerlandais : Marssum) est un village de la commune néerlandaise de Waadhoeke, dans la province de Frise.

## Géographie
Le village est situé à 5 km à l'ouest de Leeuwarden.

## Histoire
Marsum fait partie de la commune de Menameradiel avant le 1er janvier 2018, où celle-ci est supprimée et fusionnée avec Franekeradeel, Het Bildt et une partie de Littenseradiel pour former la nouvelle commune de Waadhoeke.

## Démographie
Le 1er janvier 2018, le village comptait 1 045 habitants.